# Badener Tagblatt
Das Badener Tagblatt ist eine regionale Tageszeitung für die Region Baden im Kanton Aargau. Seit dem 1. Oktober 2018 wird sie vom Medienunternehmen  CH Media herausgegeben.

## Geschichte
Das Tagblatt der Stadt Baden wurde 1856 vom Lehrer, Buchdrucker und Politiker Josef Zehnder gegründet. Er gab davor die Vorgängerzeitungen Aargauer Volkszeitung (1836–1838), Aargauer Zeitung (1839–1840), Schweizerische Dorfzeitung (1840–1850) und die täglich erscheinende Neue Eidgenössische Zeitung (1848) heraus. Aus dieser und dem Fremdenblatt, der täglich erscheinenden Gästeliste des Kurortes, entstand schliesslich 1856 das Tagblatt der Stadt Baden, das 1870 in Badener Tagblatt umbenannt wurde.
1894 übernahm Otto Wanner senior, der Enkel Zehnders, das Badener Tagblatt. 1939 folgten ihm seine Söhne Eugen und Otto Wanner junior, bevor Mitte der 1950er Jahre Otto Wanner junior das Badener Tagblatt allein übernahm. 1986 bis 1996 führten er und sein Sohn Peter Wanner das Unternehmen gemeinsam.
Das Badener Tagblatt führte bis zur Fusion 1996 während mehrerer Jahrzehnte einen heftigen und oft auch gehässigen Konkurrenzkampf mit dem Aargauer Tagblatt, vor allem in den natürlichen Ausbreitungsgebieten der beiden Zeitungen, Brugg, dem Fricktal und dem Freiamt. So erschienen neben der Badener Hauptausgabe das Bremgarter Tagblatt und die Freiämter Nachrichten als Regionalausgaben. 1988 übernahm das Badener Tagblatt den Limmattaler und die Limmat-Zeitung (und fusionierte sie zum Limmattaler Tagblatt) und 1992 das katholische Aargauer Volksblatt. Das Badener Tagblatt engagierte sich ausserdem bei den elektronischen Medien, so 1990 beim Lokalradio Radio Argovia (zusammen mit dem Aargauer Tagblatt) und 1995 beim Regionalfernsehen Tele M1.
Durch den industriellen Aufschwung, den die Region Baden Ende des 19. Jahrhunderts vor allem durch die Ansiedlung der BBC in der Stadt erlebte, fand auch das Badener Tagblatt zunehmende Verbreitung und erreichte eine Auflage von mehr als 50'000 Exemplaren. «Verhängnisvolle Gross- beziehungsweise Fehlinvestitionen in den Maschinenpark» des Aargauer Tagblatts und die damalige Konjunkturschwäche führten 1996 schliesslich zur Fusion von Badener Tagblatt AG und Aargauer Tagblatt AG zur AZ Medien AG. Die beiden Tageszeitungen Aargauer Tagblatt und Badener Tagblatt wurden unter gemeinsamem Dach zusammengeführt. Der Fusion vorausgegangen war bereits eine Zusammenarbeit bei nationalen Inseraten («AG Kombi») und bei Beilagen wie zum Genfer Auto-Salon.
Letzter Chefredaktor des damaligen Badener Tagblatts war Hans Fahrländer, der stellvertretender Chefredaktor des Fusionsproduktes Aargauer Zeitung unter Franz Straub, bisher Chefredaktor des Aargauer Tagblatts, wurde. Bekannte Redaktoren und Mitarbeiter der Zeitung waren etwa Peter Hartmeier, Beat Kirchhofer, Robert Mächler, Peter Mieg, Michael Schneider, Markus Spillmann und Hedi Wyss.

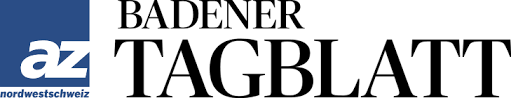
Zeitungstitel der Regionalausgabe der Aargauer Zeitung (2014–2019)

Seit dem 31. Oktober 2014 erscheint im Raum Baden eine um zwei Zürcher Seiten ergänzte Regionalausgabe der Aargauer Zeitung wieder unter dem althergebrachten Titel Badener Tagblatt.
2018 brachten die AZ Medien das Badener Tagblatt und die übrigen in ihrem Besitz stehenden Blätter des Verbundes Nordwestschweiz in das mit der NZZ-Mediengruppe gegründete Medienunternehmen CH Media ein. Dieses umfasst zudem die Regionalzeitungen der NZZ-Mediengruppe St. Galler Tagblatt und Luzerner Zeitung sowie die Radio- und TV-Stationen beider Unternehmen und weitere Geschäftsteile. Die Betriebsaufnahme erfolgte am 1. Oktober 2018.
Im Januar 2021 modernisierte CH Media die digitalen Newsportale all ihrer Zeitungstitel, so auch des Badener Tagblatts. Im Zuge dieses Relaunches wurden Gemeindeseiten eingeführt und ein Bezahlmodell für Onlineinhalte etabliert. Das Nachrichtenportal des Badener Tagblatts ist unter badenertagblatt.ch erreichbar und verzeichnete im Jahr 2024 durchschnittlich 75'000 Unique Users pro Monat.